# Musa Baluku
Musa Seka Baluku es un militante ugandés y el actual líder de las Fuerzas Democráticas Aliadas, un grupo insurgente rebelde en Uganda y la República Democrática del Congo. Asumió el cargo de comandante de las FDA tras el arresto en 2015 de su antiguo líder, Jamil Mukulu, en Tanzania.
Baluku está bajo sanción de las Naciones Unidas y los Estados Unidos por actividades terroristas.

## Biografía
Se conoce muy poco sobre los primeros años de vida de Baluku; sin embargo se sabe que nació en el Distrito de Kasese de Uganda. Las Naciones Unidas creen que Baluku nació alrededor de 1977. A diferencia de la mayoría de los comandantes de las ADF, que provienen de la tribu Soga, Baluku es parte de la tribu konjo.
Baluku adhirió al salafismo yihadista a una edad temprana. Anteriormente había servido como imán en la mezquita Malakaz en Kampala, Uganda. Baluku fue uno de los primeros miembros de las Fuerzas Democráticas Aliadas (ADF por su sigla en inglés) y sirvió como uno de los principales lugartenientes de Jamil Mukulu.
Después de que las ADF se trasladaran a la República Democrática del Congo, Mukulu nombró a Baluku para numerosos puestos dentro de las ADF; sirvió como juez islámico principal del grupo y dictó castigos a quienes violaron la interpretación del grupo de la ley Sharía. Baluku también sirvió como "comisario político" de las ADF y estaba a cargo de enseñar la ideología de las ADF a los nuevos reclutas.
Cuando Jamil Mukulu fue arrestado en Tanzania en 2015, Musa Baluku tomó su lugar como comandante de las ADF y se designó a sí mismo "jeque". A diferencia de su predecesor, Baluku ha ampliado su alcance a las redes sociales para reclutar más seguidores, y ha alineado públicamente a las ADF con grupos yihadistas más conocidos como el Estado Islámico de Irak y el Levante y Al-Shabaab.
Se cree que Baluku resultó herido durante un ataque militar ugandés a un campamento de las ADF el 22 de diciembre de 2017.
En diciembre de 2019, el gobierno de los Estados Unidos impuso sanciones a Baluku y a otros cinco líderes de las ADF.